# María del Pilar del Castillo Vera
Pilar del Castillo Vera (Nador, Marroc 1952), és una política espanyola, Ministra d'Educació, Cultura i Esports durant el segon govern de José María Aznar i actual eurodiputada al Parlament Europeu.

## Biografia
Va néixer el 31 de juliol de 1952 a la ciutat marroquina de Nador. De jove va traslladar-se a Granada, on estudià ciències polítiques en la universitat d'aquesta ciutat i d'on posteriorment en fou professora.

## Activitat política
Afiliada al Partit Popular, entre 1995 i 1996 fou directora de la revista Nueva Revista de Política, Cultura y Arte, i amb la victòria del Partit Popular en les eleccions generals de 1996 fou nomenada presidenta del Centre d'Investigacions Sociològiques (CIS), càrrec que exercí fins a l'any 2000.
En la nova formació de govern de José María Aznar després de les eleccions generals de 2000 fou nomenada Ministra d'Educació, Cultura i Esports, ministeri que va unificar els departament d'educació, cultura i esports.
En les eleccions generals de 2004 fou escollida diputada al Congrés dels Diputats per la província de Granada, escó que abandonà el juliol del mateix any per esdevenir eurodiputada al Parlament Europeu.

## Corrupció
Segons els anomenats papers de Bárcenas (presumpta comptabilitat B del Partit Popular) publicats pel diari El País, Pilar del Castillo hauria rebut un total de 9.000 euros en sobresous amb diners en negre procedents del finançament il·legal del partit.